# Cua de ventall capblau
El cua de ventall capblau (Rhipidura cyaniceps) és un ocell de la família dels ripidúrids (Rhipiduridae).

## Hàbitat i distribució
Viu als boscos de les illes del grup de Luzon, a les Filipines septentrionals.